# Francisco Xavier de Cerqueira
Francisco Xavier de Cerqueira foi um político brasileiro.
Foi 2º vice-presidente da província do Piauí, exercendo a presidência interinamente duas vezes, de 20 a 28 de junho de 1845 e de 14 de março a 11 de julho de 1848.